# Тард, Габриель
Жан Габрие́ль Тард (фр. Gabriel Tarde; 12 марта 1843[…], Сарла-ла-Канеда, Франция — 13 мая 1904, Париж, Франция) — французский социолог и криминолог, один из основателей субъективно-психологического направления в западной социологии.

## Биография
Родился в небольшом городке Сарла на юге Франции (неподалёку от Перигё) в семье юристов: мать принадлежала к семье адвокатов, а отец работал судьёй в родном городе мальчика. Первоначальное образование Тард приобрел в местной иезуитской школе, получив при её окончании в 1860 году степень бакалавра искусств. В дальнейшем он планировал продолжить образование на стезе политехнических наук, но из-за проблем со здоровьем был вынужден остановиться на изучении права в родной Сарле. Начав изучать юриспруденцию в своем провинциальном городке, он закончил своё юридическое образование уже в Париже в 1866 году.
После получения высшего образования возвратился в Сарлу и продолжил семейную профессиональную традицию. В 1867 году занял должность помощника судьи в родном городе, спустя всего два года стал временным судьёй Сарлы, а с 1875 по 1894 год был постоянным судьёй.
Помимо судебной практики успевал заниматься и наукой. С 1880 года его работы регулярно публиковались в «Философском обзоре». С 1887 года, параллельно с исполнением должности судьи, работал содиректором Архивов криминальной антропологии. Первые работы Тарда были посвящены криминологии. Видное место среди них занимают монографии «Сравнительная преступность» (1886) и «Философия наказания» (1890). Эти труды создали своему автору репутацию серьёзного исследователя, известного далеко за пределами его родного городка.
Помимо криминологии Тард начал заниматься и социологией.
Однако только после смерти своей матери в 1894 году Тард смог полностью отдаться науке. Он покинул провинциальную Сарлу и уехал в Париж, чтобы стать директором секции криминальной статистики Министерства юстиции Франции.
С 1896 года началась его преподавательская деятельность, которая развивалась динамично. Тард работал сразу в двух местах — в Свободной школе политических наук и в Свободном колледже социальных наук. В 1900 году, после первой неудачной попытки, занял пост профессора и стал заведующим кафедрой современной философии в Коллеж де Франс. В том же году его избрали членом Академии нравственных и политических наук. В 1898 году вышла из печати его главная книга — «Социальные законы».
Преподавательская деятельность являлась основным его занятием вплоть до смерти. Умер 13 мая 1904 года в Париже.

## Научные взгляды

### Теория функционирования общества
В социологии Тард, как и его современник Эмиль Дюркгейм, основывал свои теории на статистических данных, интересовался природой социальных норм, придавал большое внимание сравнению как методу научного исследования. Однако в противоположность теориям Дюркгейма, где центральная роль всегда отводилась обществу, которое формирует человека, Тард сконцентрировал своё внимание на изучении взаимодействия людей (индивидуальных сознаний), продуктом которого выступает общество. Сделав основной акцент на изучении индивидов, он активно выступал за создание социальной психологии как науки, которая должна стать фундаментом социологии.
Другим важным понятием в объяснении развития общества, по Тарду, является «изобретение» (или «нововведение»). Оно рассматривается Тардом как процесс адаптации к изменяющимся условиям окружающей среды. Все новое, что возникает в обществе (будь то идеи или материальные ценности) — результат творческой деятельности немногочисленных одаренных личностей. Раз возникнув, новое явление приводит в действие процесс подражания. Утверждение всех основных социальных институтов произошло, по Тарду, именно потому, что обыкновенные люди, не способные изобрести что-то новое, стали подражать творцам-новаторам и использовать их изобретения.
Таким образом, деятельность немногих новаторов и изобретенные ими новшества являются, по мнению Тарда, основным двигателем социальной эволюции, способствуя развитию общества. Следует при этом учитывать, что наибольшее распространение получают не любые «изобретения», а те, которые в целом вписываются в уже существующую культуру и не сильно противоречат её основам.
Борьба друг с другом разных «изобретений», по-разному решающих возникшие перед обществом проблемы, приводит к возникновению оппозиции (противодействия инновациям). Её результатом являются разного рода споры, конфликты и противоборства (вплоть до военных действий). Тем не менее, на смену любой оппозиции обычно приходит адаптация, усвоение «изобретения». На этом цикл социальных процессов завершается, и общество не меняется, пока какой-либо новатор не совершит нового «изобретения».

### Исследование феномена толпы
Особой темой исследований Тарда было сравнительное изучение толпы и публики. Полемизируя с Гюставом Лебоном, Тард выступал против описания современной ему действительности как «века толпы». С его точки зрения, XIX век — это, скорее, век публики. Противопоставляя эти два понятия, Тард подчеркивал необходимость тесного физического контакта между людьми в случае, когда речь идет о толпе, и достаточность умственных связей для возникновения публики. Такое духовное единство понималось ученым как общность мнений, интеллектуальная общность. Огромную роль в становлении «общества публики» играют СМИ, которые формируют в людях общность мнений вне зависимости от их месторасположения.

### Другие научные интересы
В сфере внимания Тарда находилась не только общая социологическая теория общественного развития, но и некоторые особые разделы обществоведения — такие как политология (работа «Превращение власти»), экономика («Экономическая психология», «Реформа политической экономии»), криминология («Сравнительная преступность» и «Философия наказания»), искусствоведение («Сущность искусства»).

## Развитие идей Тарда
В России конца XIX — начала XX веков идеи Тарда пользовались большой популярностью. Многие его книги были переведены на русский язык сразу же после их публикации во Франции. Его взгляды оказали сильное влияние на концепции российской «субъективной школы» (Пётр Лавров, Николай Михайловский, Сергей Южаков, Николай Кареев).
Противоположность подходов Дюркгейма и Тарда к решению проблемы о том, что первично — общество или индивид, положила начало современной полемике сторонников трактовки общества как единого организма и их противников, считающих общество суммой самостоятельных индивидов.
Современные ученые признают важность вклада Тарда в развитие социологической науки. Немецкий социолог Юрген Хабермас считает, что именно Тард стал основателем таких популярных в наши дни направлений социологии как теория массовой культуры и анализ общественного мнения.

## Сочинения
- «Les lois de l’imitation» (1890, «Законы подражания»)
- «Essais et mélanges sociologiques» (1895, сборник статей)
- «La foule criminelle» (1892, «Преступная толпа»)
- «Les transformations du droit» (1893)
- «Logique sociale» (1895, «Социальная логика»)
- «L’opposition universelle» (1897)
- «Études de psychologie sociale» (1898)
- «Les lois sociales» (1898)
- «Les transformations du pouvoir» (1899)
- L’opinion et la foule /G. Tarde. — Paris: Felix Alcan, editeur, 1901. — 226, [VII] p.

### Издания на русском языке
- Монадология и социология / пер. с фр. А. Шестакова; послесл. Д. Жихаревича. — Пермь: Гиле Пресс, 2016. — 124 с.
- Законы подражания = (Les lois de l’imitation): Пер. с фр. / [Соч.] Ж. Тарда. — СПб.: Ф. Павленков, 1892. — [4], IV, 370 с.
- Законы подражания. — М.: Академический проект, 2011. — 304 с. — (Психологические технологии) — ISBN 978-5-8291-1329-2.
- Преступления толпы / Г. Тард; Пер. д-ра И. Ф. Иорданского, под ред. проф. А. И. Смирнова. — Казань: Н. Я. Башмаков, 1893. — 44 с.
- Сущность искусства = (L’art et la logique) / Пер. с фр. под ред. и с предисл. Л. Е. Оболенского; Г. Тард. — Санкт-Петербург: В. И. Губинский, 1895. — 112 с.
- Сущность искусства Серия "Из наследия мировой философской мысли эстетика "/ Пер. С франц. (Рус.) — [М.]: ЛКИ, 2007. — 120 с. ISBN 978-5-382-00106-7
- Происхождение семьи и собственности: (Пер. с фр.): С приб. очерка Л. Е. Оболенского: О происхождении семьи и собственности по теории эволюционистов и экономических материалистов. — СПб.: В. И. Губинский, 1897. — 147 с.
- Социология / Г.Тард — [М.]: ЛКИ, 2007. — 152 с. ISBN 978-5-382-00048-0
- Молодые преступники: [Письмо к Бюисону, проф. в Сорбоне]: Пер. с фр. / [Соч.] Г. Тарда, чл. Интерн. ин-та социологии. — СПб.: тип. А. А. Пороховщикова, 1899. — 30 с.
- Публика и толпа: Этюд Габриэля Тарда / Пер. Ф. Латернера. — СПб.: Б-ка бывш. Иванова, 1899. — 48 с.
- Реформа политической экономии: [Из «La logique sociale»] / [Соч.] Г. Тарда; Пер. с фр. под ред. Л. Е. Оболенского; С предисл. его же об общих идеях Тарда. — СПб.: В. И. Губинский, 1899. — 100 с.
- Социальные законы = (Les lois sociales): Личное творчество среди законов природы и общества / Габриэль Тард; Пер. с фр. А. Ф. под ред. и с предисл. Л. Е. Оболенского. — СПб.: В. И. Губинский, 1900. — 120 с.
- Социальные законы / Г. Тард; Пер. с фр. Ф. Шипулинского. — СПб.: тип. П. П. Сойкина, 1901. — 63 с.
- Социология сфер, явлений общественной жизни/Пер.с фр. Ф.Шипулинского — [М.]: ЛКИ, 2009. — 64 с. ISBN 978-5-397-00856-3
- Социальная логика / Тард; Пер. с фр. М. Цейтлин. — СПб.: тип. Ю. Н. Эрлих, 1901. — VIII, 491 с.
- Социальная логика. — СПб.: Социально-психологический центр, 1996. ISBN 5-89121-001-0
- Мнение о толпе. — СПб., 1901.
- Мнение и толпа // Психология толп. — М.: Институт психологии РАН; Издательство КСП+, 1999. — 416 с. — (Библиотека социальной психологии.) ISBN 5-201-02259-6, 5-89692-002-4
- Общественное мнение и толпа = (L’opinion et la foule) / Г. Тард; Пер. с фр. под ред. П. С. Когана. — М.: т-во тип. А. И. Мамонтова, 1902. — IV, 201 с.
- Личность и толпа = (L’opinion et la foule): Очерки по социал. психологии / Г. Тард; Пер. с фр. Е. А. Предтеченский. — СПб.: А. Большаков и Д. Голов, 1903. — [4], II, 178 с.
- Социальные этюды / [Соч.] Г. Тарда; Пер. И. Гольденберга. — СПб.: Ф. Павленков, 1902. — VIII, 366 с.
- Отрывки из истории будущего = Fragment d’histoire future / Пер. Н. Н. Полянского. — М.: В. М. Саблин, 1906. — 79 с.
- Отрывки из будущей истории / Пер. К. И. Д[ебу]; Тард. — СПб.: Попул.-науч. б-ка, 1907 (обл. 1908). — 90 с.
- Социальные законы = (Les lois sociales): Личное творчество среди законов природы и общества / Габриэль Тард; Пер. с фр. А. Ф. под ред. и с предисл. Л. Е. Оболенского. — 2-е изд. — СПб.: В. И. Губинский, 1906. — 120 с.
- Реформа политической экономии: [Из «La logique sociale»] / Габриель Тард; Пер. с фр. под ред. Л. Е. Оболенского; С предисл. его же об общих идеях Тарда. — 2-е изд. — СПб.: В. И. Губинский, 1906. — 100 с.
- Преступник и преступление / Г. Тард; Пер. Е. В. Выставкиной, под ред. М. Н. Гернета и с предисл. Н. Н. Полянского. — М.: т-во И. Д. Сытина, 1906. — XX, 324 с. — (Библиотека для самообразования, издаваемая под редакцией А. С. Белкина, А. А. Кизеветтера… [и других]; 29).
- Преступник и преступление. Сравнительная преступность. Преступления толпы. / Сост. и предисл. В. С. Овчинского. — М.: ИНФРА-М, 2009. — 391 с. ISBN 5-16-001978-2
- Сравнительная преступность: Пер. с фр. / Тард. — М.: т-во И. Д. Сытина, 1907. — 267 с.